# Городня (зупинний пункт)
Горо́дня — пасажирський залізничний зупинний пункт Херсонської дирекції Одеської залізниці.
Розташований між селом Новомар'ївка та селищем Лоцкине Баштанського району Миколаївської області на лінії Миколаїв — Долинська між станціями Грейгове (9 км) та Горожене (2 км).